# Льодяний покрив

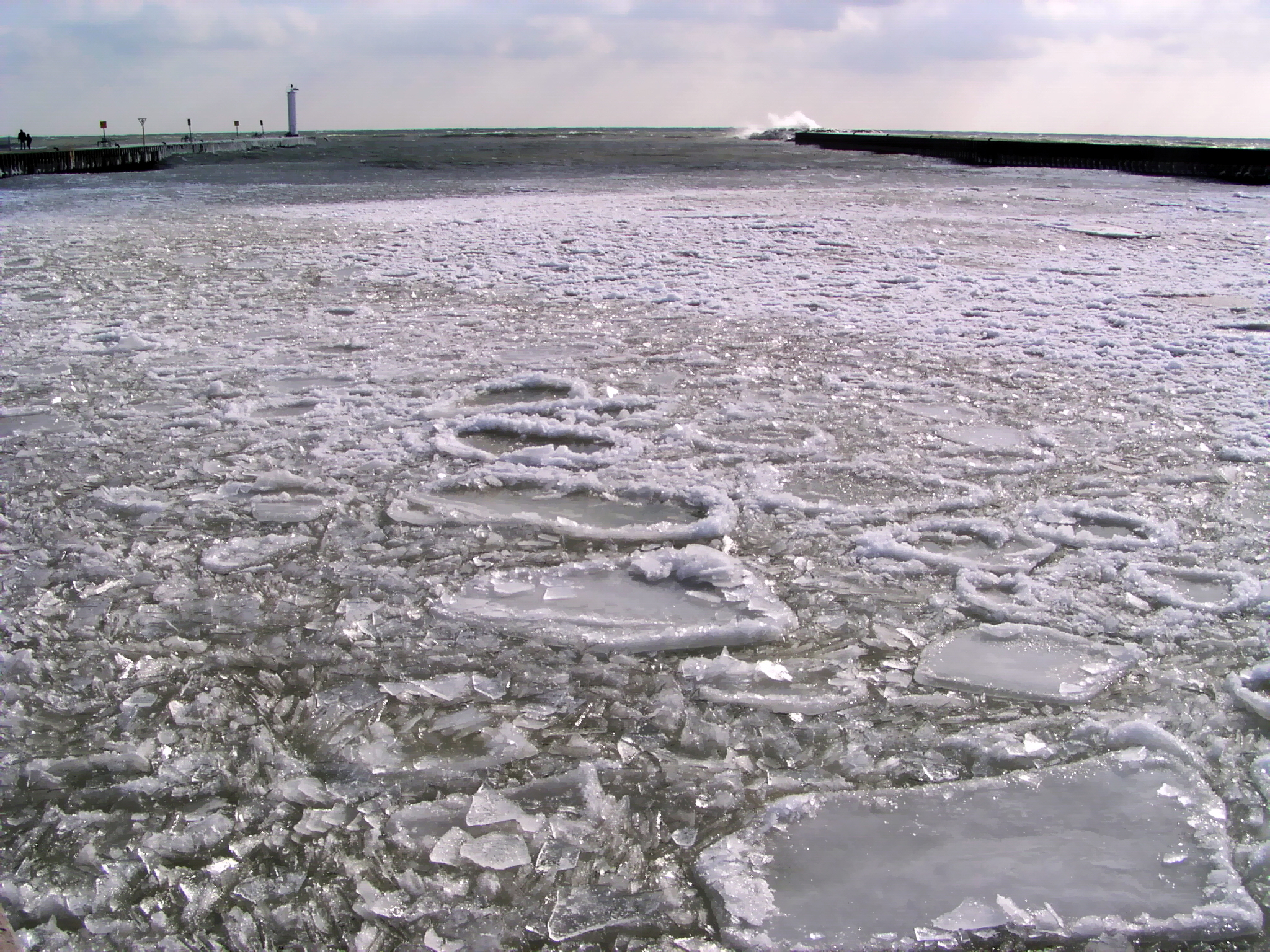
.

Льодяни́й по́крив — лід, що утворюється в холодний період року на поверхні океану, моря, озера, річки під час теплообміну між сильно вихолодженим атмосферним повітрям та водою. В високих широтах льодяний покрив існує постійно протягом року.
Смуга відкритої води між льодяним покривом та берегом має назву закра́їна. Утворюється навесні перед скресанням річки (водойми).